# Arnošt Heidrich

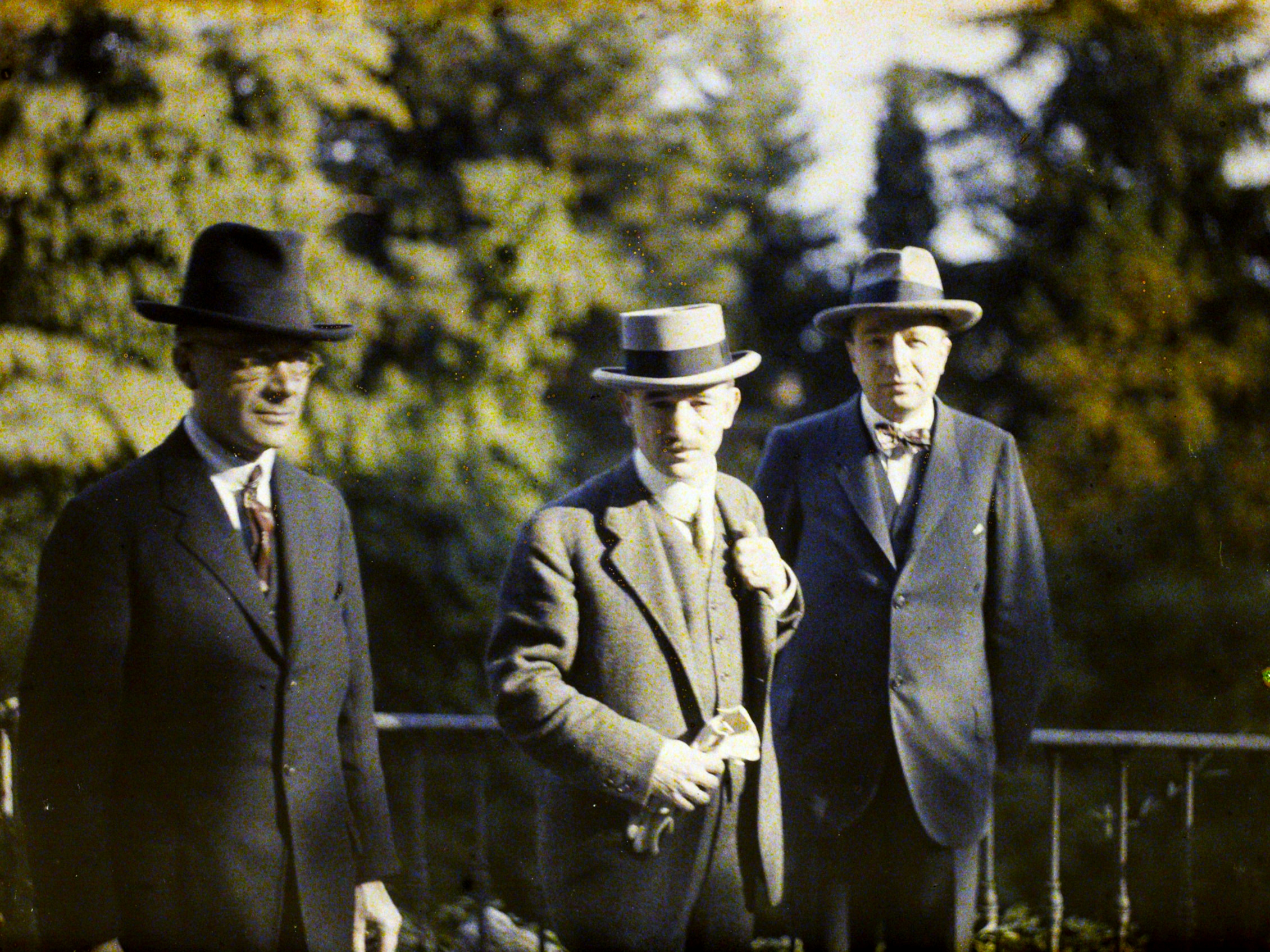
Heidrich (rechts) mit der tschechoslowakischen Delegation (Edvard Beneš in der Mitte) bei den Verträgen von Locarno. Autochrom von Roger Dumas.

Arnošt Heidrich (* 21. September 1889 in Josefov; † 12. Februar 1968 in Washington, D.C.) war ein tschechoslowakischer Diplomat und Außenpolitiker.

## Leben
Arnošt Heidrich wuchs in der Familie des Oberst Arnošt Heidrich in Josefov auf. Nach dem Besuch des Gymnasiums in Hradec Králové legte er sein Abitur in Sarajevo ab und widmete sich dem Jurastudium in Wien. Er belegte ebenfalls Kurse in den Bereichen Diplomatie und Konsulararbeit und wurde 1921 zum Konsularattaché beim Außenministerium in Prag und später Gesandtschaftssekretär der Botschaft in Bern.
Arnošt Heidrich leitete in den 1930er Jahren die Vierte Abteilung im Bereich Politik des Tschechoslowakischen Außenministeriums. Im Frühjahr 1938 ernannte der tschechoslowakische Staatspräsident Edvard Beneš seinen Vertrauten Heidrich zum ständigen Gesandten beim Völkerbund. Bevor Heidrich seinen Posten in Genf antrat, nahm er an der jährlichen Konferenz der Kleinen Entente teil, der Allianz von Tschechoslowakei, Jugoslawien und Rumänien. Beneš hatte Heidrich beauftragt, dort die rumänische Staatsführung zu bitten, zwei Dinge zuzulassen: (1) den Überflug von Militärflugzeugen aus der Sowjetunion, welche die Tschechoslowakei dort gekauft hatte, und (2) den Durchmarsch von Truppen der Roten Armee für den „extremen Notfall“, d. h. den Einmarsch der Wehrmacht bei weiterer Zuspitzung der Sudetenkrise. Der rumänische König Carol II. sagte im Beisein seines Außenministers und Generalstabschefs dem ersten Ansinnen zu, lehnte aber den Durchmarsch von sowjetischen Bodentruppen kategorisch ab.
Nach der sogenannten Besetzung der Rest-Tschechei gründete Heidrich die Widerstandsgruppe Parsifal und arbeitete in der Dachorganisation ÚVOD mit. Heidrich wurde von der Gestapo im Juni 1944 festgenommen, und in der Kleinen Festung Theresienstadt inhaftiert. Ende April 1945 ließ Karl Hermann Frank, deutscher Staatsminister im Protektorat Böhmen und Mähren, eine Gruppe von politischen Gefangenen im Schlösschen Jenerálka bei Prag zusammenführen. Zu dieser Gruppe gehörte auch Heidrich. Weiter befanden sich unter den „Prominentenhäftlingen“ die Ex-Minister Kamil Krofta und Ivan Dérer, die Diplomaten Jindřich Andrial und Zdeněk Němeček, sowie Vladimir Krajina, ehemals Professor an der Karls-Universität und letzter Vorsitzender der Widerstandsorganisation ÚVOD. Das Ziel der Zusammenlegung der Häftlinge – Verhandlungspfand gegenüber den Westmächten, Bildung einer tschechischen Regierung oder Vorbereitung der Verschleppung nach Deutschland – ist nicht abschließend geklärt. Am 7. Mai 1945 wurden die Häftlinge befreit.
Nach 1945 war Heidrich Staatssekretär im tschechoslowakischen Außenministerium. Im Juli 1947 nahm er als Delegationsmitglied unter dem Außenminister Jan Masaryk an den Verhandlungen in Moskau teil, in deren Verlauf der Tschechoslowakei unter anderem verboten wurde, den Marshallplan anzunehmen. Am 20. November 1948 – nach dem kommunistischen Staatsstreich – floh Heidrich zusammen mit seiner Familie in die USA, wo er von nun an im Exil lebte. Dort war er in Exilorganisationen wie dem Rada svobodného Československa (RSČ) aktiv (am 25. Februar 1949 wurde er zum Generalsekretär des Rates). Er arbeitete auch für den Sender Voice of America (Stimme Amerikas) und in der tschechoslowakischen Delegation der Assembly of Captive European Nations in New York, einer Art Dachorganisation verschiedener Exilgruppen aus Osteuropa.

## Veröffentlichungen
- Arnost Heidrich: Political Causes of the Czechoslovak Tragedies of 1938 and 1948. Czechoslovak Society for Arts and Sciences in America, Washington DC 1962.